# Fercé
Fercé è un comune francese di 491 abitanti situato nel dipartimento della Loira Atlantica, Bretagna
Fa parte del cantone di Rougé nella circoscrizione (arrondissement) di Châteaubriant.
La prima attestazione del centro risale al 1126, in un documento del re Luigi VI di Francia nel quale è citata con il nome di Fertiacum tra i possedimenti del vescovo di Nantes.
Nel XIII secolo fu sede di una viscontea che ebbero in signoria le famiglie d'Appelvoisin (XVII secolo) e du Boispéan (XVIII secolo). Nel XVI secolo vi furono impiantate delle vetrerie.
Legati ai visconti di Fercé furono il castello del Bois-Péan, del XVI secolo, e la residenza di La Jaunière, del XVIII secolo. La chiesa dedicata a San Martino (Saint-Martin) conserva il campanile e arredi del XVIII secolo, ma venne ricostruita nel XIX secolo. Nel paese esiste inoltre un Monumento commemorativo dedicato ai paracadutisti.
L'economia si basa essenzialmente sulle risorse agroforestali ed è diffuso l'allevamento dei volatili

## Società

### Evoluzione demografica
Abitanti censiti